# Mit den Wellen
Mit den Wellen (Originaltitel: Sulla stessa onda) ist ein italienisches Drama von Massimiliano Camaiti aus dem Jahr 2021. Es handelt sich um eine Produktion der Streaming-Plattform Netflix, die am 25. März 2021 veröffentlicht wurde.

## Handlung
Das junge hübsche Mädchen Sara nimmt an einem Segel-Camp für Jugendliche teil. Sie leidet an der unheilbaren Muskeldystrophie und stürzt durch einen daraus resultierenden Krampf von ihrem Boot ins Wasser. Der Krampf hindert sie, ihr Boot selbst aufzurichten und hineinzusteigen. Der junge Assistenztrainer Lorenzo holt sie aus dem Wasser.
Gemeinsam verlassen sie unerlaubt das Camp, um ein traditionelles Sommerfest (Ferragosto) zu besuchen, welches sie jedoch nicht finden und den Abend in einer Taverne verbringen. In der Folge trennt sie jedoch das Ende des Camps.
Nach einem Wiedersehen verlieben sie sich ineinander, jedoch gibt Sara aus Angst um ihr Glück ihre schwere Krankheit nicht Preis. Als sie es Lorenzo schließlich beichten möchte, kommen ihre Eltern ihr zuvor. Die neue Situation ist schwer für Lorenzo. Trotz allem steht er zu ihr und beide setzen die Beziehung zunächst fort. Doch die fortschreitende Krankheit und der Druck ihrer Mutter zwingt beide, sich zu trennen.
Als Saras Mutter jedoch versteht, wie ernst es Lorenzo mit ihr ist, arrangiert sie ein Treffen der beiden und sie haben eine schöne Zeit.
Lorenzo möchte mit Sara an einer Regatta teilnehmen, wovon Saras Ärztin jedoch deutlich abrät. Um ihrem ohnehin zeitlich begrenztem Glück mit Lorenzo dieses traumhafte Erlebnis dennoch zu ermöglichen, stimmen die Eltern einem notwendigen Attest zu.
Die Teilnahme an der Regatta ist für beide ein wunderschönes Ereignis, welches sie beinahe erfolgreich hätten bestreiten können, doch Sara will in der Endphase des Rennens zu viel, legt sich zu sehr ins Zeug und beide gehen über Bord. Dennoch sind die Familien glücklich über das Erreichte und dass Sara dieses Erlebnis hatte.
In der Schlusssequenz einige Monate später wird klar, dass ihre Beziehung durch Saras Tod ein jähes Ende fand, Lorenzo jedoch glücklich an die gemeinsame Zeit zurückdenken kann.

## Synchronisation
Die deutsche Synchronisation entstand nach einem Dialogbuch von Yvonne Prieditis und unter der Regie von Frank Muth im Auftrag der Berliner Iyuno-SDI Group Germany GmbH.
| Darsteller            | Sprecher               | Rolle          |
| --------------------- | ---------------------- | -------------- |
| Elvira Camarrone      | Derya Flechtner        | Sara           |
| Roberto Christian     | Marco Eßer             | Lorenzo        |
| Vincenzo Amato        | Viktor Neumann         | Antonio        |
| Rosalba Battaglia     | Sabine Falkenberg      | Ärztin         |
| Sofia Migliara        | Giovanna Winterfeldt   | Barbara        |
| Corrado Invernizzi    | Matthias Deutelmoser   | Boris          |
| Marta Parisi          | Aurelia van Cauwelaert | Caterina       |
| Luciano Saladino      | Nick Forsberg          | Club President |
| Marco Feo             | Jan Kurbjuweit         | Ernesto        |
| Fabio Orso            | Daniel Kröhnert        | Francesco      |
| Giovanni D’Aleo       | Tom Raczko             | Gianluca       |
| Daniele Pilli         | Jannik Endemann        | Mario          |
| Angelica Alleruzzo    | Anne Helm              | Marta          |
| Donatella Finocchiaro | Carolina Vera          | Susanna        |
| Manuela Ventura       | Mareile Moeller        | Tuccia         |